# Our Little Sister - Diario di Kamakura
Our Little Sister - Diario di Kamakura (海街diary?, Umimachi Diary) è un manga scritto e disegnato da Akimi Yoshida. La pubblicazione è iniziata il 28 giugno 2006 sulla rivista Flowers e si è conclusa in data 28 giugno 2018. L'opera è stata poi raccolta in nove volumi tankōbon, l'ultimo dei quali pubblicato in data 10 dicembre 2018. In Italia il manga è pubblicato da Star Comics a partire dal 20 aprile 2017.

## Trama
Nella cittadina di Kamakura vivono tre sorelle: Sachi, Yoshino e Chika, il cui padre le ha lasciate 15 anni prima per iniziare una nuova convivenza. In occasione del suo funerale le ragazze fanno la conoscenza della sorellastra adolescente Suzu che accetta volentieri l'invito ad andare a vivere con loro.

## Media

### Manga
Vincitore del premio eccellenza al Japan Media Arts Festival Award del 2007, del sesto Manga Taishō e nel 61º premio Shogakukan per i manga come miglior manga dell'anno, a pari merito con Sunny.
È stato nominato al primo Manga Taishō e alla 12ª e 13ª edizione del premio culturale Osamu Tezuka.
| Nº | Data di prima pubblicazione | Data di prima pubblicazione | Data di prima pubblicazione | Data di prima pubblicazione |
| Nº | Giapponese                  | Giapponese                  | Italiano                    | Italiano                    |
| -- | --------------------------- | --------------------------- | --------------------------- | --------------------------- |
| 1  | 26 aprile 2007              | ISBN 978-4-09-167025-0      | 20 aprile 2017              | ISBN 978-88-226-0491-0      |
| 2  | 10 ottobre 2008             | ISBN 978-4-09-167037-3      | 10 maggio 2017              | ISBN 978-88-226-0491-0      |
| 3  | 10 febbraio 2010            | ISBN 978-4-09-167040-3      | 14 giugno 2017              | ISBN 978-88-226-0595-5      |
| 4  | 10 agosto 2011              | ISBN 978-4-09-167048-9      | 12 luglio 2017              | ISBN 978-88-226-0635-8      |
| 5  | 10 dicembre 2012            | ISBN 978-4-09-167053-3      | 09 agosto 2017              | ISBN 978-88-226-0662-4      |
| 6  | 10 luglio 2014              | ISBN 978-4-09-167053-3      | 13 settembre 2017           | ISBN 978-88-226-0689-1      |
| 7  | 8 gennaio 2016              | ISBN 978-4-09-167073-1      | 8 novembre 2017             | ISBN 978-88-226-0764-5      |
| 8  | 10 aprile 2017              | ISBN 978-4-09-167078-6      | 7 marzo 2018                | ISBN 978-88-226-0923-6      |
| 9  | 10 dicembre 2018            | ISBN 978-4091670885         | 9 agosto 2019               | ISBN 978-88-226-1495-7      |

### Live action
Un film live action basato sulla serie è stato distribuito in Giappone il 13 giugno 2015.